# Холостяк (реаліті-шоу, Україна)
«Холостяк» — реаліті-шоу побачень, що з'явилося в березні 2011 року на українському телеканалі «СТБ». Шоу є українською адаптацією американського проєкту «The Bachelor», яке, крім України, також адаптовано у багатьох інших країнах світу.

## Правила та історія
У кожному випуску головний герой зустрічається з одною або відразу кількома жінками. Ці побачення проходять в різних місцях — у ресторані, у басейні, на кораблі, на віллі тоо. Під час зустрічей жінки повинні сподобатися Холостяку, щоб зацікавити його і позбутися конкуренток.
Кількість претенденток зменшується з кожним випуском: Холостяк сам вирішує, кого залишити, і з ким він хотів би познайомитися ближче. У фіналі залишаються тільки дві жінки. Після їхнього знайомства з батьками Холостяка герой робить свій вибір у шоу — пропонує одній з них руку і серце.
Через повномасштабне вторгнення Росії в Україну, прем'єра дванадцятого сезону романтичного шоу «Холостяк» так і не відбулася.
Канал «СТБ» оголосив про призупинення виробництва розважальних проєктів на невизначений термін у зв'язку з воєнним станом в країні. Оскільки «Холостяк» є розважальним шоу, його виробництво та трансляція були відкладені.

## Холостяки
| Холостяки                      | Сезон    | Сезон    | Сезон    | Сезон    | Сезон    | Сезон    | Сезон    | Сезон    | Сезон    | Сезон     | Сезон     | Сезон          | Сезон     | Сезон |
| Холостяки                      | 1 (2011) | 2 (2012) | 3 (2013) | 4 (2014) | 5 (2015) | 6 (2016) | 7 (2017) | 8 (2018) | 9 (2019) | 10 (2020) | 11 (2021) | 12 (2022—2023) | 13 (2024) |       |
| ------------------------------ | -------- | -------- | -------- | -------- | -------- | -------- | -------- | -------- | -------- | --------- | --------- | -------------- | --------- | ----- |
| Максим Чмерковський            | Холостяк |          |          |          |          |          |          |          |          |           |           |                |           |       |
| Френсіс Олександр Метю Романов |          | Холостяк |          |          |          |          |          |          |          |           |           |                |           |       |
| Андрій Іскорнєв                |          |          | Холостяк |          |          |          |          |          |          |           |           |                |           |       |
| Костянтин Євтушенко            |          |          |          | Холостяк |          |          |          |          |          |           |           |                |           |       |
| Сергій Мельник                 |          |          |          |          | Холостяк |          |          |          |          |           |           |                |           |       |
| Іраклі Макацарія               |          |          |          |          |          | Холостяк |          |          |          |           |           |                |           |       |
| Дмитро Черкасов                |          |          |          |          |          |          | Холостяк |          |          |           |           |                |           |       |
| Рожден Анусі                   |          |          |          |          |          |          |          | Холостяк |          |           |           |                |           |       |
| Нікіта Добринін                |          |          |          |          |          |          |          |          | Холостяк |           |           |                |           |       |
| Максим Михайлюк                |          |          |          |          |          |          |          |          |          | Холостяк  |           |                |           |       |
| Михайло Заливако               |          |          |          |          |          |          |          |          |          |           | Холостяк  |                |           |       |
| Алекс Топольський              |          |          |          |          |          |          |          |          |          |           |           | Холостяк       |           |       |
| Олександр «Терен» Будько       |          |          |          |          |          |          |          |          |          |           |           |                | Холостяк  |       |

## Сезони
| Сезон | Період трансляції                 | Холостяк                         | Переможниця         | Фіналістки                  | Пропозиція | Чи все ще разом? | Статус відносин | Ведучий           | Кількість учасниць |
| ----- | --------------------------------- | -------------------------------- | ------------------- | --------------------------- | ---------- | ---------------- | --------------- | ----------------- | ------------------ |
| 1     | 17 березня 2011 — 27 травня 2011  | Максим Чмерковський              | Олександра Шульгіна | Яна Соломко Надія Воронцова | Так        | Ні               | ...             | Іван Городецький  | 25                 |
| 2     | 8 березня 2012 — 28 травня 2012   | Френсіс Олександр Меттью Романов | Олена Ряснова       |                             |            | Ні               | ...             | Григорій Решетник | 25                 |
| 3     | 8 березня 2013 — 24 травня 2013   | Андрій Іскорнєв                  | Анюта Козирь        |                             |            | Ні               | ...             | Григорій Решетник | 23                 |
| 4     | 7 березня 2014 — 23 травня 2014   | Костянтин Євтушенко              | Анна Селюкова       |                             |            | Ні               | ...             | Григорій Решетник | 25                 |
| 5     | 6 березня 2015 — 22 травня 2015   | Сергій Мельник                   | Марина Кіщук        |                             |            | Ні               | ...             | Григорій Решетник | 26                 |
| 6     | 4 березня 2016 — 20 травня 2016   | Іраклі Макацарія                 | Олена Лесик         |                             |            | Ні               | ...             | Григорій Решетник | 28                 |
| 7     | 10 березня 2017 — 26 травня 2017  | Дмитро Черкасов                  | Ліда Немченко       |                             |            | Ні               | ...             | Григорій Решетник | 26                 |
| 8     | 9 березня 2018 — 25 травня 2018   | Рожден Анусі                     | Іванна Гончарук     |                             |            | Ні               | ...             | Григорій Решетник | 28                 |
| 9     | 8 березня 2019 — 24 травня 2019   | Нiкiта Добринiн                  | Дарія Квіткова      |                             |            | Ні               | ...             | Григорій Решетник | 26                 |
| 10    | 6 березня 2020 — 22 травня 2020   | Максим Михайлюк                  | Даша Ульянова       |                             |            | Ні               | ...             | Григорій Решетник | 25                 |
| 11    | 5 березня 2021 — 21 травня 2021   | Михайло Заливако                 | Анна Богдан         |                             |            | Ні               | ...             | Григорій Решетник | 29                 |
| 12    | 28 жовтня 2022 — 13 січня 2023    | Алекс Топольський                | Катерина Лозовицька |                             |            | Ні               | ...             | Григорій Решетник | 23                 |
| 13    | 1 листопада 2024 — 27 грудня 2024 | Олександр «Терен» Будько         | Інна Бєлєнь         |                             |            |                  | ...             | Григорій Решетник | ТВА                |

| Сезон | Період трансляції                 | Переможниця         | Суперфіналістка   | Фіналістка            | Вибули | Ведучий           | Холостяк                          | Кількість учасниць |
| ----- | --------------------------------- | ------------------- | ----------------- | --------------------- | --- | ----------------- | --------------------------------- | ------------------ |
| 1     | 17 березня 2011 — 27 травня 2011  | Олександра Шульгіна | Яна Соломко       | Надія Воронцова       | Юля Ахмедова, Юлія Пугач, Тетяна Поп, Таня Стрєбкова, Оксана Оробець, Рада Дмитренко, Любов Попова, Люда Стрілець, Надя Дранківська, Міла Курочка, Катя Шефер, Ірина Каткова, Ірена Каїра, Олена Борзова, Вікторія Лопатіна, Віка Кривцун, Орина Козак, Дарина Бондарець, Христина Красовська, Христина Подобна, Ілона Куц, Марина Дурицька.                                                                | Іван Городецький  | Максим Чмерковський               | 25                 |
| 2     | 8 березня 2012 — 28 травня 2012   | Олена Ряснова       | Ольга Вінокурова  | Зоя Самчкуашвілі      | Кароліна Руффо, Юлія Янчукова, Ірина Когай, Оксана Туркова, Марина Жевагіна, Тетяна Головченко, Ірина Ганіченко, Юліанна Лежепекова, Марія Кофанова, Дарина Кофанова, Юстинія Разкевич, Юлія Смірнова, Юлія Підгородецька, Юлія Артюх, Тетяна Шаршакова, Ольга Матко, Марина Серженюк, Катерина Скрипник, Катерина Кравченко, Євгенія Діордійчук, Дарина Хавроненко, Вікторія Салова.                       | Григорій Решетник | Френсіс Олександр, Меттью Романов | 25                 |
| 3     | 8 березня 2013 — 24 травня 2013   | Анюта Козирь        | Яна Станишевська  | Ірина Скорикова       | Юлія Похиленко, Юліана Гоманюк, Тетяна Колеснікова, Таня Ковилько, Оксана Куницька, Наталія Мошко, Мері Коваль, Мирослава Глибчук, Марина Прилуцька, Ліза Корецька, Лера Козлова, Лена Тропина, Ірена Комісарова, Іра Єремова, Женя Дерев'янкіна, Вікторія Позднякова, Вікторія Романець, Аня Одінцова, Ганна Грицан, Аміна Денесенко.                                                                      | Григорій Решетник | Андрій Іскорнєв                   | 23                 |
| 4     | 7 березня 2014 — 23 травня 2014   | Анна Селюкова       | Анаіт Адамян      | Аліна Клименко        | Марія, Юлія, Юліана Грод, Діана — Артеміда, Марина, Ірма, Олена Готовчикова, Юлія Дегтярева, Галина Малинина, Катерина Гурська, Анастасія Красножон, Катерина, Олеся Бут, Мирослава Моцак, Аля Скороходова, Марина Застрожна, Любов Сайко, Анна, Юлія Шихненко, Світлана, Анна Жарова, Віталія Іващенко. | Григорій Решетник | Костянтин Євтушенко               | 25                 |
| 5     | 6 березня 2015 — 22 травня 2015   | Марина Кіщук        | Олена Головань    | Раміна Есхакзай       | Катерина Шорнікова, Ольга Жук, Катерина Полехiна, Ірина Шишман, Людмила Грищенко, Лілія Рокнорла, Ксенія Вольських, Анастасія Еріліх, Лія Коцар, Наталія, Тетяна, Катерина, Юлія, Олена, Марина, Валерія Вашутич, Анна, Галина, Ірина, Юлія, Інна, Емілі, Дар'я. | Григорій Решетник | Сергій Мельник                    | 26                 |
| 6     | 4 березня 2016 — 20 травня 2016   | Олена Лесик         | Анеттi Жернова    | Снiжана Задорожня     | Наташа Кондратенко, Аня Аронович, Рита Авраменко, Алiна Притула, Настя Донських, Iванка Клевчук, Настя Корчинська, Ксюша Тхоржевська, Катя Абдалова, Женя Новак, Лєра Вашутич, Галя Погодiна, Настя Васильєва, Марiанна Дружинець, Люда, Іра, Наталя, Наталія, Інна, Катерина, Ганна Мажник, Дар'я, Юля, Олена, Анастасія.                                                                                  | Григорій Решетник | Іраклі Макацарія                  | 28                 |
| 7     | 10 березня 2017 — 26 травня 2017  | Ліда Немченко       | Стелла Шаповалова | Юля Куліченко         | Галина Луценко, Лілія Солтанова, Христина Кузьміна, Марго, Яна Ямщикова, Софа Кігель, Саша Гусарчук, Альона Смірнова, Олена Чигиринська, Лера Ямщикова, Оля Багірова, Саргилана, Світлана, Рая, Юлія Коханова, Аня, Ангеліна Бондаренко, Катя Мовчан, Аня, Тоня Костенко, Даша, Віка Корин, Лоліта. | Григорій Решетник | Дмитро Черкасов                   | 26                 |
| 8     | 9 березня 2018 — 25 травня 2018   | Іванна Гончарук     | Галина Присташ    | Наталія Мазур         | Анеттi Жернова, Яна Блекбейн, Ольга Литвиненко, Анастасія Слюсар, Анна Кареніна, Анастасія Яковлєва, Марина Михайлова, Марія Романій, Аріна Яворських, Анастасія Полонська, Ольга Толстих, Римма Федорова, Марія Петленко, Альона, Анна, Настя, Наталя, Віка, Катя, Наталія, Карина, Анфіса, Катя, Аліса, Валерія.                                                                                          | Григорій Решетник | Рожден Анусі                      | 28                 |
| 9     | 8 березня 2019 — 24 травня 2019   | Дарія Квіткова      | Лілія Кім         | Софія Ліщенко         | Марина Скиба, Ольга Веремій, Наталія Велікс, Елізабет Барайя, Юлія Федірко, Вікторія, Анастасія Федорчук, Ганна, Діна Бернацька, Кароліна Андрієва, Юля Ваданова, Ліля Булай, Валерія Стебнева, Єлизавета Кузьмінська, Марго, Дана Куля, Катя Сорока, Аліна, Яна Брегеда, Настя Форостяна, Ліза Доронько, Ніна Осипенко, Олександра, Ілона Шевченко, Мирослава Західна (до шлюбу Муквич), Ірина Прокопишин. | Григорій Решетник | Нiкiта Добринiн                   | 26                 |
| 10    | 6 березня 2020 — 22 травня 2020   | Даша Ульянова       | Дана Оханська     | Вікторія              | Каріна Борисевич, Аліна Бабій, Ольга, Аліна Ляшук та ін. | Григорій Решетник | Максим Михайлюк                   | 25                 |
| 11    | 5 березня 2021 — 21 травня 2021   | Анна Богдан         | Юлія Бельниченко  | Розалі Номбре         | Лола Лавинецька, Надін Медведчук, Аліса Яцела, Алла Резніченко, Сніжана Лебідь, Юля Данькова, Ольга Сидоренко, Христина Пустовар, Тетяна Скрипник, Распутіна, Уляна Корх, Анна Салтикова, Хана Мамедова, Соломія Маєвська, Дана Квін, Христина Гочачко, Валентина Петренко, Валентина Панченко, Ольга Дітковська, Ксенія Павелко, Олена Грива та ін.                                                        | Григорій Решетник | Михайло Заливако                  | 29                 |
| 12    | 28 жовтня 2022 — 13 січня 2023    | Катерина Лозовицька | Олександра Мудра  | Олександра Погорєлова | ... | Григорій Решетник | Алекс Топольський                 | 23                 |
| 13    | 1 листопада 2024 — 27 грудня 2024 | Інна Бєлєнь         | ТВА               | ТВА                   | ТВА | Григорій Решетник | Олександр «Терен» Будько          | ТВА                |

## 11 сезон
Головним холостяком став Михайло Заливако. На вечірці він вирішив, що не буде відпускати дівчат. Та створив два будинки: в лісі та на озері. Але дівчата про два будинки не знали.
| Будинок в лісі     | Будинок в лісі      | Будинок на озері    | Будинок на озері    |
| ------------------ | ------------------- | ------------------- | ------------------- |
| Анна Богдан        | Юля Карнаух         | Юлія Бельченко      | Дана Квін           |
| Олена Грива        | Валентина Панченко  | Юля Данькова        | Христина Пустовар   |
| Анна Гусєєва       | Анастасія Распутіна | Джессіка Чегі       | Уляна Корх          |
| Лола Лавинецька    | Ольга Сидоренко     | Катерина Жук        | Єлизавета Крутікова |
| Ольга Дітковська   | Дарія Ставнича      | Вікторія Завгородня | Олександра Миколюк  |
| Надін Медведчук    | Тетяна Шевцова      | Анна Салтикова      | Хана Мамедова       |
| -                  | -                   | Ксенія Павелко      | Ксенія Павелко      |
| Валентина Петренко | Аліса Яцела         | Алла Резніченко     | Розалі Номбре       |

### Учасниці
| Учасниця            | Рідне місто | Вік | Робота                                  | Місце |
| ------------------- | ----------- | --- | --------------------------------------- | ----- |
| Анна Богдан         | Київ        | 28  | Турагент                                | 1     |
| Юлія Бельниченко    | Київ        | 27  | СММ-менеджерка                          | 2     |
| Розалі Номбре       | Харків      | 23  | Співачка, модель                        | 3     |
| Дарія Ставнича      | Дніпро      | 23  | Фітнес-тренерка                         | 4     |
| Джессіка Чегі       | Мукачево    | 25  | Власниця студії візажу                  | 5     |
| Тетяна Шевцова      | Чернігів    | 24  | Дизайнерка інтер'єрів                   | 6     |
| Юля Карнаух         | Херсон      | 32  | Помічник керівника виставкової компанії | 7     |
| Катерина Жук        | Вінниця     | 29  | Власниця туристичної агенції            | 8     |
| Єлизавета Крутікова | Дніпрорудне | 24  | Повітряна гімнастка                     | 9     |
| Олександра Миколюк  | Прага       | 22  | Стилістка, модель                       | 10    |
| Анна Гусєєва        | Дніпро      | 22  | Вебдизайнерка                           | 11    |
| Вікторія Завгородня | Київ        | 29  | Менеджерка Ukrainian Fashion Week.      | 12    |

### Випуски
| №  | Учасники     | Випуск/Тиждень | Випуск/Тиждень                                                     | Випуск/Тиждень                                            | Випуск/Тиждень   | Випуск/Тиждень | Випуск/Тиждень     | Випуск/Тиждень | Випуск/Тиждень | Випуск/Тиждень | Випуск/Тиждень | Випуск/Тиждень | Випуск/Тиждень |  |
| №  | Учасники     | 1              | 2                                                                  | 3                                                         | 4                | 5              | 6                  | 7              | 8              | 9              | 10             | 11             | 12             |  |
| -- | ------------ | -------------- | ------------------------------------------------------------------ | --------------------------------------------------------- | ---------------- | -------------- | ------------------ | -------------- | -------------- | -------------- | -------------- | -------------- | -------------- |  |
| 1  | Алла         | Юлія Б.        | Юлія Б.                                                            | Вікторія                                                  | Єлизавета        | Анна Б.        | Юля К.             | Анна Б.        | Анна Б.        | Дарія          | Анна Б.        | Анна Б.        | Анна Б.        |  |
| 2  | Єлизавета    | Юлія Д.        | Лола                                                               | Тетяна                                                    | Розалі           | Дарія          | Анна Б.            | Джессіка       | Розалі         | Анна Б.        | Розалі         | Розалі         | Юля Б.         |  |
| 3  | Ксенія       | Джессіка       | Анна Б.                                                            | Юлія Б.                                                   | Анна Б.          | Юля К.         | Тетяна             | Розалі         | Джессіка       | Джессіка       | Дарія          | Юля Б.         | Розалі         |  |
| 4  | Юлія К.      | Катерина       | Надін                                                              | Розалі                                                    | Катерина         | Джессіка       | Розалі             | Тетяна         | Дарія          | Розалі         | Джессіка       | Дарія          |                |  |
| 5  | Надін        | Вікторія       | Юля К.                                                             | Олександра                                                | Олександра       | Розалі         | Юля Б.             | Юля Б.         | Юля Б.         | Юля Б.         |                |                |                |  |
| 6  | Анна С.      | Анна С.        | Дарія                                                              | Катерина                                                  | Дарія            | Тетяна         | Дарія              | Дарія          | Тетяна         |                |                |                |                |  |
| 7  | Вікторія     | Алла           | Ольга С.                                                           | Джессіка                                                  | Юля К.           | Юля Б.         | Джессіка           | Юля К.         |                |                |                |                |                |  |
| 8  | Валя П.      | Дана           | Анна Г.                                                            | Єлизавета                                                 | Тетяна           | Єлизавета      | Єлизавета Катерина |                |                |                |                |                |                |  |
| 9  | Анна Г.      | Христина       | Аліса                                                              | Юля К.                                                    | Джессіка         | Катерина       | Єлизавета Катерина |                |                |                |                |                |                |  |
| 10 | Валентина П. | Уляна          | Тетяна                                                             | Дарія                                                     | Юля Б.           | Олександра     |                    |                |                |                |                |                |                |  |
| 12 | Аліса        | Олександра     | Єлізавета                                                          | Анна Б.                                                   | Анна Г. Вікторія |                |                    |                |                |                |                |                |                |  |
| 13 | Юлія Б.      | Хана           | Алла                                                               | Анна Г.                                                   | Анна Г. Вікторія |                |                    |                |                |                |                |                |                |  |
| 14 | Хана         | Розалі         | Джессіка                                                           | Анастасія Христина Ольга С. Юлія Д. Алла Аліса Надін Лола |                  |                |                    |                |                |                |                |                |                |  |
| 15 | Катерина     | Ксенія         | Олександра                                                         | Анастасія Христина Ольга С. Юлія Д. Алла Аліса Надін Лола |                  |                |                    |                |                |                |                |                |                |  |
| 16 | Юля Д.       | Анна Б.        | Юлія Д.                                                            | Анастасія Христина Ольга С. Юлія Д. Алла Аліса Надін Лола |                  |                |                    |                |                |                |                |                |                |  |
| 17 | Ольга С.     | Олена          | Христина                                                           | Анастасія Христина Ольга С. Юлія Д. Алла Аліса Надін Лола |                  |                |                    |                |                |                |                |                |                |  |
| 18 | Дарія        | Анна Г.        | Катерина                                                           | Анастасія Христина Ольга С. Юлія Д. Алла Аліса Надін Лола |                  |                |                    |                |                |                |                |                |                |  |
| 19 | Тетяна       | Лола           | Розалі                                                             | Анастасія Христина Ольга С. Юлія Д. Алла Аліса Надін Лола |                  |                |                    |                |                |                |                |                |                |  |
| 20 | Джессіка     | Ольга Д.       | Вікторія                                                           | Анастасія Христина Ольга С. Юлія Д. Алла Аліса Надін Лола |                  |                |                    |                |                |                |                |                |                |  |
| 21 | Уляна        | Надін          | Олена Ксенія Ольга Д. Валентина П. Валя П. Дана Хана Анна С. Уляна |                                                           |                  |                |                    |                |                |                |                |                |                |  |
| 22 | Олександра   | Валя П.        | Олена Ксенія Ольга Д. Валентина П. Валя П. Дана Хана Анна С. Уляна |                                                           |                  |                |                    |                |                |                |                |                |                |  |
| 23 | Лола         | Юля К.         | Олена Ксенія Ольга Д. Валентина П. Валя П. Дана Хана Анна С. Уляна |                                                           |                  |                |                    |                |                |                |                |                |                |  |
| 24 | Христина     | Валентина П.   | Олена Ксенія Ольга Д. Валентина П. Валя П. Дана Хана Анна С. Уляна |                                                           |                  |                |                    |                |                |                |                |                |                |  |
| 25 | Розалі       | Анастасія      | Олена Ксенія Ольга Д. Валентина П. Валя П. Дана Хана Анна С. Уляна |                                                           |                  |                |                    |                |                |                |                |                |                |  |
| 26 | Ольга Д.     | Ольга С.       | Олена Ксенія Ольга Д. Валентина П. Валя П. Дана Хана Анна С. Уляна |                                                           |                  |                |                    |                |                |                |                |                |                |  |
| 27 | Анастасія    | Дарія          | Олена Ксенія Ольга Д. Валентина П. Валя П. Дана Хана Анна С. Уляна |                                                           |                  |                |                    |                |                |                |                |                |                |  |
| 28 | Анна Б.      | Тетяна         | Олена Ксенія Ольга Д. Валентина П. Валя П. Дана Хана Анна С. Уляна |                                                           |                  |                |                    |                |                |                |                |                |                |  |
| 29 | Дана         | Аліса          | Олена Ксенія Ольга Д. Валентина П. Валя П. Дана Хана Анна С. Уляна |                                                           |                  |                |                    |                |                |                |                |                |                |  |

## 12 сезон
28 жовтня 2022 року українці нарешті побачили прем’єру 12 сезону романтичного шоу “Холостяк” з Алексом Топольським у головній ролі.